# Ilkka-Christian Björklund
Ilkka-Christian Björklund, född 20 januari 1947 i Helsingfors, är en finländsk politiker och ämbetsman.
Björklund blev politices licentiat 1983. Han var en av 60-talsradikalismens mest framträdande personligheter, som i likhet med många andra vandrade vänsterut på den politiska skalan. Han var 1963–1968 socialdemokrat och gick 1969 över till folkdemokraterna för att 1986 återvända till det socialdemokratiska lägret. Han satt i Riksdagen 1972–1982 och 1987–1991 samt var 1982–1987 generalsekreterare vid Nordiska rådet. Han var 1997–1999 konsultativ tjänsteman vid Handels- och industriministeriet samt utnämndes 2000 till biträdande stadsdirektör i Helsingfors.

## Utmärkelser
- Folkvänskapens stjärna i guld[3]

[Redigera Wikidata]